# ヴァイオリン協奏曲 (シェーンベルク)
ヴァイオリン協奏曲作品36は、アルノルト・シェーンベルクがアメリカ時代に作曲したヴァイオリン協奏曲。調性音楽として書かれた『弦楽のための組曲ト長調』（1934年）に続く渡米後の第2作で、1934年から1936年にかけて作曲された作品で、厳格な十二音技法によって書かれている。

## 初演と出版
初演は1940年12月6日、現代音楽を得意とするルイス・クラスナー（ベルクのヴァイオリン協奏曲の初演者として知られる）のヴァイオリン独奏、ストコフスキー指揮のフィラデルフィア管弦楽団によって行われた。出版はG・シャーマー社から。ヴェーベルンに献呈されている。

## 楽器編成
独奏ヴァイオリン、フルート3（ピッコロ1持ち替え）、オーボエ3、E♭管クラリネット、A管クラリネット、バス・クラリネット、ファゴット4、ホルン4、トランペット3、トロンボーン3、チューバ、ティンパニ、大太鼓、小太鼓、タンブリン、タムタム、シンバル、グロッケンシュピール、弦五部

## 演奏時間
約38分（各約14分、10分、14分）。

## 構成
古典的な急 - 緩 - 急の3楽章で構成されている。
- 第1楽章　ポーコ・アレグロ - ポーコ・メーノ・アレグロ - ヴィヴァーチェ・マ・ノン・トロッポ
- 第2楽章　アンダンテ・グラツィオーソ
- 第3楽章　フィナーレ　アレグロ

## その他
この曲の初演は当初ヤッシャ・ハイフェッツに依頼されていたが、ハイフェッツは熟考の末に断わり、総譜をシェーンベルクに送り返した。この曲についてハイフェッツは「研究するだけ無駄だった」「6本の指が必要」と言ったと伝えられている。ただし、後の回顧録には断ったことを後悔していたという記述もある。